# Friedrich-Heinrich Neumann
Friedrich-Heinrich Neumann (* 3. Dezember 1924 in Magdeburg; † 3. Oktober 1959 in Münster) war ein deutscher Musikwissenschaftler.

## Leben und Werk
Friedrich-Heinrich Neumann studierte in Erlangen und Göttingen Musikgeschichte. In Göttingen promovierte er 1955 bei Rudolf Gerber (1899–1957) mit einer Arbeit über „Die Theorie des Rezitativs im 17. und 18. Jahrhundert“. Ab 1956 wirkte er als Assistent am Musikwissenschaftlichen Seminar der Universität Münster. Nach Gerbers Tod führte Neumann dessen Gluck-Gesamtausgabe weiter.  Friedrich-Heinrich Neumann gab in der neuen Mozartausgabe „Zaide“ und „L’oca del Cairo“ (Serie II, Werkgruppe 5, Band X und XIII), in der Gluck-Gesamtausgabe die Triosonaten (5. Abteilung, Band I) heraus.